# 六家庄
六家庄為1920年至1941年間存在之行政區，轄屬新竹州新竹郡。今新竹縣竹北市、新竹市東區一部份。

## 街原名
原屬竹北一堡之鹿場庄、六張犁庄、芒頭埔庄、十興庄、隘口庄、安溪藔庄、犂頭山下庄、三崁店庄、東海窟庄、二十張犁庄、九甲埔庄、斗崙庄（六張犂庄改稱六家）

## 行政區劃
六家庄轄域內分為六家、鹿場、芒頭埔、十興、隘口、安溪寮、犁頭山下、三崁店、東海窟、斗崙、二十張犁、九甲埔十二個大字。
- 鹿場大字下有「鹿場」、「十張犁」小字名
- 六家大字下有「六家」、「番子寮」小字名
- 芒頭埔大字下有「芒頭埔」、「麻園」小字名
- 十興大字下有「十興」、「界址」小字名
- 三崁店大字下有「三崁店」、「水坑口」小字名
- 東海窟大字下有「東海窟」、「旱坑子」小字名
- 斗崙大字下有「頂斗崙」、「中斗崙」、「下斗崙」、「泉州厝」小字名
- 九甲埔大字下有「九甲埔」、「埔頂崁脚」小字名
- 二十張犁大字下有「二十張犁」、「溪洲子」小字名[1]

1941年六家庄與舊港合併成立竹北。二十張犁、九甲埔劃入新竹市。